# Neobuxbaumia squamulosa
Neobuxbaumia squamulosa är en kaktusväxtart som beskrevs av Scheinvar och Sánchez-mej. Neobuxbaumia squamulosa ingår i släktet Neobuxbaumia och familjen kaktusväxter. Inga underarter finns listade i Catalogue of Life.